# Paulo Lepetit & Gigante Brazil - Música Preta Branca... e etc...
Paulo Lepetit & Gigante Brazil - Música Preta Branca... e etc... é o primeiro e único álbum da parceria entre os músicos brasileiros Paulo Lepetit e Gigante Brazil. Foi lançado em 2006 pelo próprio selo de Lepetit, o Elo Music, dentro da série CD7.
Em 2007, o álbum concorreu ao Prêmio Toddy de Música Independente na categoria "Melhor Álbum de MPB".

## Faixas
01. Indignação (Paulo Lepetit)

02. Ensaboa (Cartola)

03. Na Quitanda (André Bedurê, Zeca Baleiro)

04. Vento De Amor (Gigante Brazil)

05. Paula e Bebeto (Caetano Veloso, Milton Nascimento)

06. Luzia (Itamar Assumpção)

07. Anexo (Gigante Brazil, Luiz Waack, Paulo Lepetit)

## Créditos Musicais
- Gigante Brazil: Vocais, "Buchesom", percussão, baterias
- Paulo Lepetit: Vocais, Guitarra (faixa 1), Baixo Elétrico, Percussão Eletrônica, Programação eletrônica, sampler, arranjos
- Marquinho Costa: bateria (faixa 5)
- Adriano Magoo: Back-vocal, Acordeom, Piano, teclados
- Hugo Hori: Vocais, Saxofone Barítono, Saxofone Tenor, Flauta
- Bocato: Trombones, arranjo
- Cláudio Faria: Trompete
- Webster Santos: Violão Aço, Guitarra (faixa 1)
- Edgar Scandurra: Guitarra (faixa 5)
- Luiz Waack: Guitarra (faixa 7)

## Prêmios e Indicações
| Ano  | Prêmio                              | Categoria           | Resultado | Ref   |
| ---- | ----------------------------------- | ------------------- | --------- | ----- |
| 2007 | Prêmio Toddy de Música Independente | Melhor Álbum de MPB | Indicado  | [ 2 ] |